# Rod Hardy
Rod Hardy (* 1949 in Melbourne) ist ein australischer Filmregisseur.

## Leben
Seine Karriere im Filmgeschäft begann Hardy mit der Regiearbeit an mehreren Fernsehserien Mitte der 1970er Jahre. 1979 drehte er mit dem Horrorfilm Blutdurst seinen ersten Spielfilm. Im Anschluss war er weiterhin insbesondere für das Fernsehen tätig.
1992 siedelte Hardy nach Los Angeles um, mit dem Ziel in Hollywood als Regisseur Fuß zu fassen. Er inszenierte mehrere Fernsehfilme, vereinzelt auch Kinoproduktionen und ist seither auch weiterhin als Regisseur verschiedener Serien tätig.

## Filmografie (Auswahl)
- 1995: Buffalo Girls
- 1997: 20.000 Meilen unter dem Meer (20,000 Leagues Under the Sea) (Fernsehfilm)
- 1997: Robinson Crusoe
- 1998: Agent Nick Fury – Einsatz in Berlin (Nick Fury: Agent of S.H.I.E.L.D.)
- 2007: December Boys
- 2004–2008: Battlestar Galactica (Fernsehserie, 6 Episoden)
- 2009: Dollhouse (Fernsehserie, 1 Episode)
- 2009: Saving Grace (Fernsehserie, 1 Episode)
- 2009: Mental (Fernsehserie, 2 Episoden)
- 2009: Leverage (Fernsehserie, 2 Episoden)
- 2009: The Mentalist (Fernsehserie, 1 Episode)
- 2010: Persons Unknown (Fernsehserie, 1 Episode)
- 2010: Covert Affairs (Fernsehserie, 1 Episode)
- 2010: Supernatural (Fernsehserie, 1 Episode)
- 2011: Make It or Break It (Fernsehserie, 1 Episode)
- 2015: The Quest (Fernsehserie, 1 Episode)